# Arctosa sanctaerosae
Arctosa sanctaerosae är en spindelart som beskrevs av Willis J. Gertsch och Wallace 1935. Arctosa sanctaerosae ingår i släktet Arctosa och familjen vargspindlar. Inga underarter finns listade i Catalogue of Life.